# Biosynthese
Die Biosynthese (griechisch βιοσύνθεσις biosýnthesis, deutsch ‚Lebenszusammenfügung‘) bzw. der Anabolismus ist in der Biochemie der Aufbau komplexer organischer Substanzen (Naturstoffe), wie Aminosäuren, Proteine (Proteinbiosynthese), Fette, Kohlenhydrate (beispielsweise die Gluconeogenese), Nukleinsäuren und Hormone, zum einen im lebenden Organismus; zum anderen aber auch – durch die entsprechenden isolierten Zellkomponenten, welche aktive Enzyme enthalten – in zellfreien Systemen.